# 2 Batalion Straży Granicznej
2 Batalion Straży Granicznej – jednostka organizacyjna Straży Granicznej w II Rzeczypospolitej pełniąca służbę ochronną na granicy polsko-radzieckiej.

## Formowanie i zmiany organizacyjne
Wykonując postanowienia uchwały Rady Ministrów z 23 maja 1922 roku, Minister Spraw Wewnętrznych rozkazem z 9 listopada 1922 roku zmienił nazwę „Bataliony Celne” na „Straż Graniczną”. Wprowadził jednocześnie w formacji nową organizację wewnętrzną. 2 batalion celny przemianowany został na 2 batalion Straży Granicznej.
2 batalion Straży Granicznej funkcjonował w strukturze Komendy Powiatowej Straży Granicznej w Stołpcach, a jego dowództwo stacjonowało w Nowym Świerżeniu. W skład batalionu wchodziły cztery kompanie strzeleckie oraz jedna kompania karabinów maszynowych w liczbie 3 plutonów po 2 karabiny maszynowe na pluton. Dowódca batalionu posiadał uprawnienia dyscyplinarne dowódcy pułku. Cały skład osobowy batalionu obejmował etatowo 614 żołnierzy, w tym 14 oficerów.
W 1923 roku batalion przekazał swój odcinek oddziałom Policji Państwowej i został rozwiązany.Komendant batalionu kpt. Rubitzki zameldował, że 25 czerwca 1923 o godź. 10.00 PP obsadziła granicę.

## Służba graniczna
W marcu 1923 roku 2 batalion Straży Granicznej pozostawał skoncentrowany w Biekszach i stanowił odwód Powiatowej Komendy Straży Granicznej w Wilnie.
Sąsiednie bataliony
- 12 batalion Straży Granicznej ⇔ 34 batalion Straży Granicznej − 1 grudnia 1922[3][9] i  w kwietniu 1923[10]

## Kadra batalionu
Dowódcy batalionu
| stopień | imię i nazwisko     | okres pełnienia służby | kolejne stanowisko |
| ------- | ------------------- | ---------------------- | ------------------ |
| ppłk    | Czesław Łabuć       | X 1922                 |                    |
| mjr     | Zygmunt Parfanowicz | XI 1922                |                    |
| kapitan | Rubitzki            | - VII 1923             |                    |

## Struktura organizacyjna
| Ordre de Bataille 2 batalionu SG w Nowym Świerżeniu na dzień 31 października 1922 | Ordre de Bataille 2 batalionu SG w Nowym Świerżeniu na dzień 31 października 1922 | Ordre de Bataille 2 batalionu SG w Nowym Świerżeniu na dzień 31 października 1922 | Ordre de Bataille 2 batalionu SG w Nowym Świerżeniu na dzień 31 października 1922 | Ordre de Bataille 2 batalionu SG w Nowym Świerżeniu na dzień 31 października 1922 |
| kompania                                                                          | 1. Mikołajewszczyzna                                                              | 2. Odceda                                                                         | 3. N. Świerżeń                                                                    | 4. Zasule                                                                         |
| --------------------------------------------------------------------------------- | --------------------------------------------------------------------------------- | --------------------------------------------------------------------------------- | --------------------------------------------------------------------------------- | --------------------------------------------------------------------------------- |
| dowódca                                                                           | kpt. Sokołowski                                                                   | por. Szubert                                                                      |                                                                                   | ppor. Szczęsnowicz                                                                |
| placówka                                                                          | Swierynowo (0/26)                                                                 | Korczowo (0/34)                                                                   |                                                                                   | Oleszkowo (0/26)                                                                  |
| placówka                                                                          | Kuciec (0/17)                                                                     | Smolarnia (0/22)                                                                  |                                                                                   | Barkowszczyzna (0/44)                                                             |
| placówka                                                                          | Łuhowate (0/21)                                                                   | Motwica (0/25)                                                                    |                                                                                   | Samochwały (0/26)                                                                 |
| placówka                                                                          | Iłowo (0/12)                                                                      |                                                                                   |                                                                                   |                                                                                   |
| placówka                                                                          | Rusakowicze (0/23)                                                                |                                                                                   |                                                                                   |                                                                                   |
| Ordre de Bataille 2 batalionu SG w Nowym Świerżeniu na dzień 30 listopada 1922    |                                                                                   |                                                                                   |                                                                                   |                                                                                   |
| kompania                                                                          | 1. Mikołajewszczyzna                                                              | 2. Odceda                                                                         | 3. N. Świerżeń                                                                    | 4. Zasule                                                                         |
| dowódca                                                                           | kpt. Sokołowski                                                                   | por. Plejer                                                                       |                                                                                   | ppor. Szczęsnowicz                                                                |
| placówka                                                                          | Swierynowo (1/25)                                                                 | Kołosowo (1/27)                                                                   |                                                                                   | Oleszkowo (0/25)                                                                  |
| placówka                                                                          | Łuhowate (0/22)                                                                   | Smolarnia (0/29)                                                                  |                                                                                   | Barkowszczyzna (1/45)                                                             |
| placówka                                                                          | Iłowo (0/12)                                                                      | Motwica (0/31)                                                                    |                                                                                   | Samochwały (0/25)                                                                 |
| placówka                                                                          | Rusakowicze (0/22)                                                                |                                                                                   |                                                                                   |                                                                                   |
| Ordre de Bataille 2 batalionu SG w Nowym Swierżeniu na dzień 1 kwietnia 1923      |                                                                                   |                                                                                   |                                                                                   |                                                                                   |
| kompania                                                                          | 2. N. Świerżeń                                                                    | 3. Zasule                                                                         | 1. Kołosowo                                                                       | 4. Mikołajewszczyzna                                                              |
| dowódca                                                                           |                                                                                   |                                                                                   |                                                                                   |                                                                                   |
| placówka                                                                          | „rezerwa”                                                                         | Oleszkowo                                                                         | Kołosowo                                                                          | Swierynowo                                                                        |
| placówka                                                                          | „rezerwa”                                                                         | Borkowszczyzna                                                                    | Smolarnia                                                                         | Ługowate                                                                          |
| placówka                                                                          | „rezerwa”                                                                         | Samochwały                                                                        | Motwica                                                                           | Iłowo                                                                             |
| placówka                                                                          | „rezerwa”                                                                         | Rusakowicze                                                                       |                                                                                   |                                                                                   |